# Hautes-Pyrénées
Hautes-Pyrénées ( fransk udtale ?) er et fransk departement i regionen Midi-Pyrénées. Hovedbyen er Tarbes, og departementet har 222.368 indbyggere (1999).
Der er 3 arrondissementer, 17 kantoner og 470 kommuner i Hautes-Pyrénées.
- Wikimedia Commons har flere filer relateret til Hautes-Pyrénées

43°14′00″N 0°04′05″Ø / 43.2333°N 0.0681°Ø